# FA Community Shield 2018
De FA Community Shield 2018 was de 96e editie van de Community Shield. Manchester City, winnaar van de Premier League 2017/18, nam het op tegen Chelsea, winnaar van de FA Cup 2017/18. De wedstrijd werd gespeeld op 5 augustus 2018 in het Wembley Stadium in Londen. Nieuw in deze Community Shield was dat beide teams een maximum van zes wissels mochten toepassen tijdens de wedstrijd.

## Teams
| Team               | Kwalificatie           | Datum kwalificatie | Vorige deelname(s)                                                     |
| ------------------ | ---------------------- | ------------------ | ---------------------------------------------------------------------- |
| Manchester City FC | Winnaar Premier League | 15 april 2018      | 1934, 1937, 1956, 1968, 1969, 1972, 1973, 2011, 2012, 2014             |
| Chelsea FC         | Winnaar FA Cup         | 19 mei 2018        | 1955, 1970, 1997, 2000, 2005, 2006, 2007, 2009, 2010, 2012, 2015, 2017 |

## Wedstrijd

### Wedstrijddetails
|                                 |         |         |                 | |
| 5 augustus 2018 16:00 uur UTC+1 | Chelsea | 0 – 2   | Manchester City | Wembley Stadium, Londen Toeschouwers: 72.724 Scheidsrechter: Jonathan Moss Video-assistent: Stuart Attwell |
| 5 augustus 2018 16:00 uur UTC+1 |         | Verslag | 13', 58' Agüero | Wembley Stadium, Londen Toeschouwers: 72.724 Scheidsrechter: Jonathan Moss Video-assistent: Stuart Attwell |

| Chelsea | Manchester City |

| Chelsea:       |    |                     |     |
|                |    |                     |     |
| GK             | 1  | Willy Caballero     |     |
| RB             | 28 | César Azpilicueta   |     |
| CB             | 2  | Antonio Rüdiger     |     |
| CB             | 30 | David Luiz          |     |
| LB             | 3  | Marcos Alonso       |     |
| CM             | 4  | Cesc Fàbregas       | 60' |
| CM             | 5  | Jorginho            |     |
| CM             | 8  | Ross Barkley        |     |
| RW             | 11 | Pedro               | 79' |
| CF             | 29 | Álvaro Morata       | 69' |
| LW             | 20 | Callum Hudson-Odoi  | 60' |
| Wisselspelers: |    |                     |     |
| GK             | 59 | Marcin Bułka        |     |
| DF             | 21 | Davide Zappacosta   |     |
| DF             | 27 | Andreas Christensen |     |
| MF             | 6  | Danny Drinkwater    | 60' |
| MF             | 15 | Victor Moses        | 69' |
| MF             | 22 | Willian             | 60' |
| FW             | 19 | Tammy Abraham       | 69' |
| Coach:         |    |                     |     |
| Maurizio Sarri |    |                     |     |

| Manchester City: |    |                  |       |
|                  |    |                  |       |
| GK               | 1  | Claudio Bravo    |       |
| RB               | 2  | Kyle Walker      |       |
| CB               | 5  | John Stones      | 90+4' |
| CB               | 14 | Aymeric Laporte  | 87'   |
| LB               | 22 | Benjamin Mendy   |       |
| CM               | 20 | Bernardo Silva   |       |
| CM               | 25 | Fernandinho      |       |
| CM               | 47 | Phil Foden       | 75'   |
| RW               | 26 | Riyad Mahrez     | 68'   |
| CF               | 10 | Sergio Agüero    | 80'   |
| LW               | 19 | Leroy Sané       | 46'   |
| Wisselspelers:   |    |                  |       |
| GK               | 31 | Ederson          |       |
| DF               | 4  | Vincent Kompany  | 80'   |
| DF               | 30 | Nicolás Otamendi | 87'   |
| MF               | 8  | İlkay Gündoğan   | 46'   |
| MF               | 55 | Brahim Díaz      | 75'   |
| MF               | 81 | Claudio Gomes    | 90+4' |
| FW               | 33 | Gabriel Jesus    | 68'   |
| Coach:           |    |                  |       |
| Pep Guardiola    |    |                  |       |

1990 · 1991 · 1992 · 1993 · 1994 · 1995 · 1996 · 1997 · 1998 · 1999 · 2000 · 2001 · 2002 · 2003 · 2004 · 2005 · 2006 · 2007 · 2008 · 2009 · 2010 · 2011 · 2012 · 2013 · 2014 · 2015 · 2016 · 2017 · 2018 · 2019 · 2020 · 2021 · 2022 · 2023 · 2024